# Mouhamadou Traoré
Mouhamadou Traoré (ur. 16 kwietnia 1982 w Thiès) – senegalski piłkarz występujący na pozycji napastnika. Były reprezentant Senegalu do lat 23.

## Kariera piłkarska
Mouhamadou Traoré karierę piłkarską rozpoczynał w senegalskim zespole US Rail, gdzie grał w sezonie 2001/2002. Następnie reprezentował przez trzy lata barwy ASC Diaraf. W 2004 roku z tym klubem zdobył mistrzostwo kraju. Następnym jego zespołem był CSS Richard-Toll, w którego seniorskiej sekcji grał w latach 2006–2008 w tamtejszej najwyższej klasie rozgrywek. Potem przyjechał do Polski i trafił do występującego w trzeciej lidze Glinika Gorlice. W jego barwach w rundzie jesiennej sezonu 2008/2009 zdobył 9 goli w 15 meczach. Pod koniec lutego 2009 roku został wypożyczony z opcją pierwokupu do GKP Gorzów Wielkopolski. W nowej drużynie szybko stał się podstawowym graczem, stanowił również o sile ofensywnej swojego zespołu. Zdobył dwa gole w barażowym meczu ze Ślęzą Wrocław, które przyczyniły się do utrzymania GKP w rozgrywkach I ligi.
Sezon 2009/2010 Traoré rozpoczął od strzelenia dwóch goli w dwóch pierwszych spotkaniach (z MKS-em Kluczbork oraz Pogonią Szczecin). Następnie zainteresowanie zawodnikiem wyraziły Polonia Bytom, Górnik Łęczna oraz Lech Poznań, który początkowo chciał sprowadzić Prejucé'a Nakoulmę, jednak negocjacje przeciągały się i Traoré miał być opcją rezerwową. Ostatecznie Senegalczyk trafił do Zagłębia Lubin, z którym w ostatnim dniu letniego okienka transferowego podpisał trzyletni kontrakt. Za transfer Glinik i GKP dostały po 250 tys. złotych.
13 września tego samego roku Traoré zadebiutował w Ekstraklasie w wygranym 1:0 wyjazdowym spotkaniu z Polonią Warszawa, w którym wystąpił przez pełne 90. minut i zaliczył asystę przy bramce Dariusza Jackiewicza. Na początku października w meczu z Cracovią strzelił pierwszego gola. Następnie zdobył bramkę w pojedynku z Polonią Bytom, przypieczętowując zwycięstwo swojego zespołu. W spotkaniu następnej kolejki z Odrą Wodzisław, do siatki rywala trafił dwukrotnie, czym w znacznym stopniu przyczynił się do wygranej.
Lubiński zespół reprezentował przez trzy sezony, po czym związał się z Pogonią Szczecin. W swoim pierwszym meczu przeciwko byłej drużynie - Zagłębiu - strzelił gola na 2:0 (mecz zakończył się wynikiem 4:0). Niestety, było to jego ostatnie trafienie w Pogoni. Słaba forma spowodowała, że 20 stycznia 2013 roku został na pół roku wypożyczony do GKS-u Bełchatów. Po powrocie do Szczecina kontrakt z nim został rozwiązany.

## Statystyki kariery
Aktualne na 24 czerwca 2015
| Klub                           | Sezon              | Liga               | Liga  | Liga   | Puchar Polski | Puchar Polski | Inne  | Inne   | Suma  | Suma   |
| Klub                           | Sezon              | Liga               | Mecze | Bramki | Mecze         | Bramki        | Mecze | Bramki | Mecze | Bramki |
| ------------------------------ | ------------------ | ------------------ | ----- | ------ | ------------- | ------------- | ----- | ------ | ----- | ------ |
| Glinik Gorlice                 | 2008/09            | III liga           | 15    | 9      | 0             | 0             | –     | –      | 15    | 9      |
| GKP Gorzów Wielkopolski (wyp.) | 2008/09            | I liga             | 14    | 8      | 0             | 0             | 2     | 2      | 16    | 10     |
| GKP Gorzów Wielkopolski        | 2009/10            | I liga             | 3     | 2      | 0             | 0             | –     | –      | 3     | 2      |
| Zagłębie Lubin                 | 2009/10            | Ekstraklasa        | 24    | 6      | 0             | 0             | –     | –      | 24    | 6      |
| Zagłębie Lubin                 | 2010/11            | Ekstraklasa        | 25    | 4      | 1             | 0             | –     | –      | 26    | 4      |
| Zagłębie Lubin                 | 2011/12            | Ekstraklasa        | 14    | 1      | 1             | 0             | –     | –      | 15    | 1      |
| Pogoń Szczecin                 | 2012/13            | Ekstraklasa        | 9     | 1      | 0             | 0             | –     | –      | 9     | 1      |
| GKS Bełchatów (wyp.)           | 2012/13            | Ekstraklasa        | 9     | 0      | 0             | 0             | –     | –      | 9     | 0      |
| Sandecja Nowy Sącz             | 2013/14            | I liga             | 11    | 1      | 0             | 0             | –     | –      | 11    | 1      |
| Sandecja Nowy Sącz             | 2014/15            | I liga             | 18    | 4      | 1             | 0             | –     | –      | 19    | 4      |
| Siarka Tarnobrzeg              | 2014/15            | II liga            | 10    | 2      | 0             | 0             | –     | –      | 10    | 2      |
| Ogólnie w karierze             | Ogólnie w karierze | Ogólnie w karierze | 152   | 38     | 3             | 0             | 2     | 2      | 157   | 40     |